# Comstock (Nebraska)
Pour les articles homonymes, voir Comstock.
Comstock est un village du comté de Custer, dans l'État du Nebraska, aux États-Unis. En 2020, il comptait une population de 68 habitants.